# Honda NSF250R
La Honda NSF250R è una motocicletta da competizione della classe Moto3 progettata dalla Honda, inoltre venne utilizzata per il trofeo monomarca "NSF 250R Trophy".

## Descrizione
Il telaio è un bitrave e come per il forcellone è realizzato in alluminio, l'ammortizzatore ha un collegamento al forcellone tramite leveraggi Pro-link, il motore ha il cilindro rivolto e inclinato verso il retrotreno, con la testa munita di condotti d'aspirazione rivolti avanti e di scarico rivolti verso il retro della moto, il tubo e silenziatore di scarico rimangono nella zona inferiore della moto nascosti dalle carene e sfociano lateralmente.
L'airbox ingloba il corpo farfallato ed è provvisto di una presa d'aria che transita sotto al cannotto di sterzo e rimane al di sotto del cupolino.
Nel 2014 la moto venne aggiornata con un nuovo sistema di scarico, che ora oltre ad utilizzare un doppio silenziatore è posto al di sotto del codone, mentre la presa d'aria non rimane più nascosta sotto al cupolino, ma ha una presa ovale al centro del cupolino, rivedendo anche telaio e motore.